# Wildenburger Kopf
Der Wildenburger Kopf ist ein Berg mit einer Höhe von 670,7 m ü. NHN im Schwarzwälder Hochwald im Hunsrück in der Nähe von Kempfeld. Auf seinem Gipfel steht ein Aussichtsturm, der in den Ruinen der Burg Wildenburg neu errichtet wurde. Bis zur Errichtung der Wildenburg trug der Berg den Namen Schadeberg, auf dessen Gipfel sich die Schadeburg befand. Vom Wildenburger Kopf erstreckt sich in nordöstlicher Richtung entlang eines felsigen Grats das Naturschutzgebiet Wildenburg.